# هيلين فروست
هيلين فروست (بالإنجليزية: Helen Frost) (1949، داكوتا الجنوبية في الولايات المتحدة)؛ كاتبة للأطفال، كاتِبة وروائية أمريكية.